# Naturschutzgebiet Klein Marzehns
Klein Marzehns ist ein 20,3 Hektar großes Naturschutzgebiet auf der Gemarkung der Gemeinde Rabenstein/Fläming im Landkreis Potsdam-Mittelmark Brandenburg. Das Gebiet wurde mit der Anordnung Nr. 1 über Naturschutzgebiete des Ministeriums für Landwirtschaft, Erfassung und Forstwirtschaft vom 30. März 1961 unter Schutz gestellt.

## Geografische Lage
Das Naturschutzgebiet liegt nordnordöstlich des namensgebenden Ortsteils Klein Marzehns und wird von der Bundesautobahn 9 in zwei Teilgebiete durchtrennt. Bei einer Fahrbahnerweiterung kam es zu Flächenverlusten des Schutzgebietes.

## Fauna und Flora
Im Schutzgebiet sind Restbestände von Rotbuchen und Traubeneichen vorhanden. In alten Eichen wurde der Mittelspecht als Brutvogel nachgewiesen. Im Gebiet wachsen außerdem Schattenblumen, die Hainsimse, der Sauerklee und die Drahtschmiele.